# Саррай, Морис
Мори́с Сарра́й (6 апреля 1856—1929) — французский военный деятель, дивизионный генерал (1911), участник Первой мировой войны.

## Биография
В 1877 году окончил Сен-Сирскую военную школу, затем Академию Генштаба. С 1911 года командир пехотной дивизии, с 1913 года командир 6-го армейского корпуса. С началом Первой мировой войны после Пограничного сражения, 30 августа назначен командующим 3-й армии. Во главе неё участвовал в Марнской битве, где сумел сдержать атаки 5-й германской армии и удержался на занимаемых позициях.
В октябре 1915 года назначен командующим союзными войсками на Салоникском фронте. Под его руководством войска Антанты на Балканах проводили операции против германо-болгарских войск в 1915—1916 годах. В конце 1917 года был смещён с поста командующего союзными армиями и отозван во Францию.

С 1924 главный комиссар в Сирии.  Летом 1925 года началось Сирийское восстание против французского мандата. Морис Саррайль пытался предупредить восстание в столице. Начались облавы, аресты. На перекрестках улиц появились пулеметы и пушки. Партия народа (Хизб аш-Шааб) была запрещена, часть ее лидеров арестована. Толчком к восстанию в Дамаске стало то, что по Дамаску французские оккупанты провели «караван смерти» с сотнями пленных и 24 трупами партизан из оазиса Гута, где бесчинствовала французская карательная экспедиция 

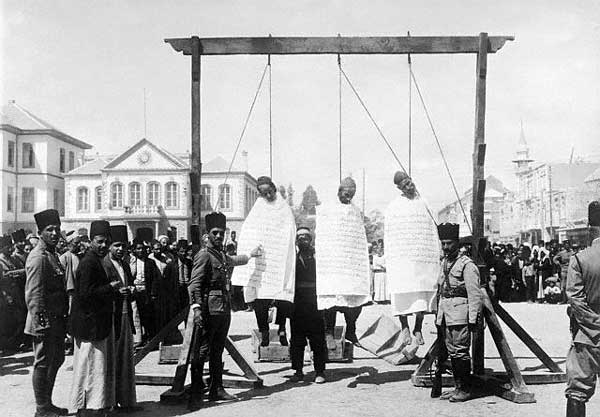
Казнь сирийских повстанцев

Автор мемуаров «Моё командование на Востоке».